# Stanislas Bober
Stanislas Bober (Nanterre, 12 marzo 1930 – Parigi, 8 luglio 1975) è stato un ciclista su strada francese, professionista dal 1952 al 1963.
Vinse una tappa al Tour de France 1953 e chiuse al terzo posto la Freccia Vallone 1955 dietro i belgi Stan Ockers e Alphonse Vandenbrande.

## Palmarès
- 1951 (Dilettanti, una vittoria)

Parigi-Evreux
- 1952 (Alcyon/Thomann, una vittoria)

Parigi-Bourges
- 1953 (Alcyon/Thomann, due vittorie)

Circuit de l'Indre
3ª tappa Tour de France (Liegi > Lilla)

### Altri successi
- 1955 (Alcyon/Thomann, una vittoria)

Criterium di Lézignan

## Piazzamenti

### Grandi giri
- Tour de France

1953: 25º
1954: 51º
1955: ritirato (alla 6ª tappa)
1956: ritirato (alla 14ª tappa)
1957: ritirato (alla 16ª tappa)
1958: 73º

### Classiche monumento
- Giro delle Fiandre

1953: 9º
1955: 33º
- Parigi-Roubaix

1952: 78º
1953: 19º
1954: 99º
1955: 57º
1956: 45º